# 捷列希夫
50°37′36″N 25°41′7″E / 50.62667°N 25.68528°E
捷列希夫（烏克蘭語：Терешів），是烏克蘭西北部的村莊，隸屬里夫內州的杜布諾區。該村面積11.2平方公里，海拔高度227米，2001年人口234，人口密度每平方公里21人。